# Anton Seifert
Anton Seifert (Přísečnice bij Žatec (okres Louny) (toen: Preßnitz bij Saaz), Bohemen, 3 september 1826 – Krakau, 28 november 1873) was een Duitse-Oostenrijks componist en dirigent.

## Levensloop
Seifert werd in 1844 lid van de Militaire kapel van het Linie-Infanterie-Regiment Nr. 12. In 1846 werd hij kapelmeester van dit orkest. In 1861 werd deze muziekkapel verzet naar Wolfsberg (Karinthië). Tijdens dit verblijf is de bekendste compositie van Seifert ontstaan, de Kärtner Liedermarsch, opus 80. Verdere steden van dit regiment waren Olomouc, Komárno en Krakau, waar Seifert in 1873 overleed.

## Publicaties
- Militärschematismus des Österreichischen Kaiserthums, Wien, K.u.K. Hof- und Staatsdruckerei, 1857, 711 p.

- Biblioteca Nacional de España: XX5034062
- Gemeinsame Normdatei: 133362949
- International Standard Name Identifier: 0000 0001 0885 9475
- MusicBrainz: f638a64f-b283-421e-a48e-eeb0a5fb533a
- Nationale Bibliotheek van Tsjechië: mzk2015856201
- Nederlandse Thesaurus van Auteursnamen: 332755045
- Virtual International Authority File: 33185611
- WorldCat: E39PBJr3xFqCPXh7bdxfP9vT73